# Grevillea kirkalocka
Grevillea kirkalocka är en tvåhjärtbladig växtart som beskrevs av Olde & Marriott. Grevillea kirkalocka ingår i släktet Grevillea och familjen Proteaceae. Inga underarter finns listade i Catalogue of Life.